# Giudecca (quartiere ebraico)
Giudecca, termine con cui nell'antichità si indicavano i quartieri ebraici (dal latino Judaeus), specialmente nelle città del Sud Italia. Nasce per indicare quella zona della città in cui gli ebrei erano anticamente soliti abitare (a volte anche confinati). Così ciascuna comunità ebrea venne denominata aliama, judaica o giudeca.

## Storia

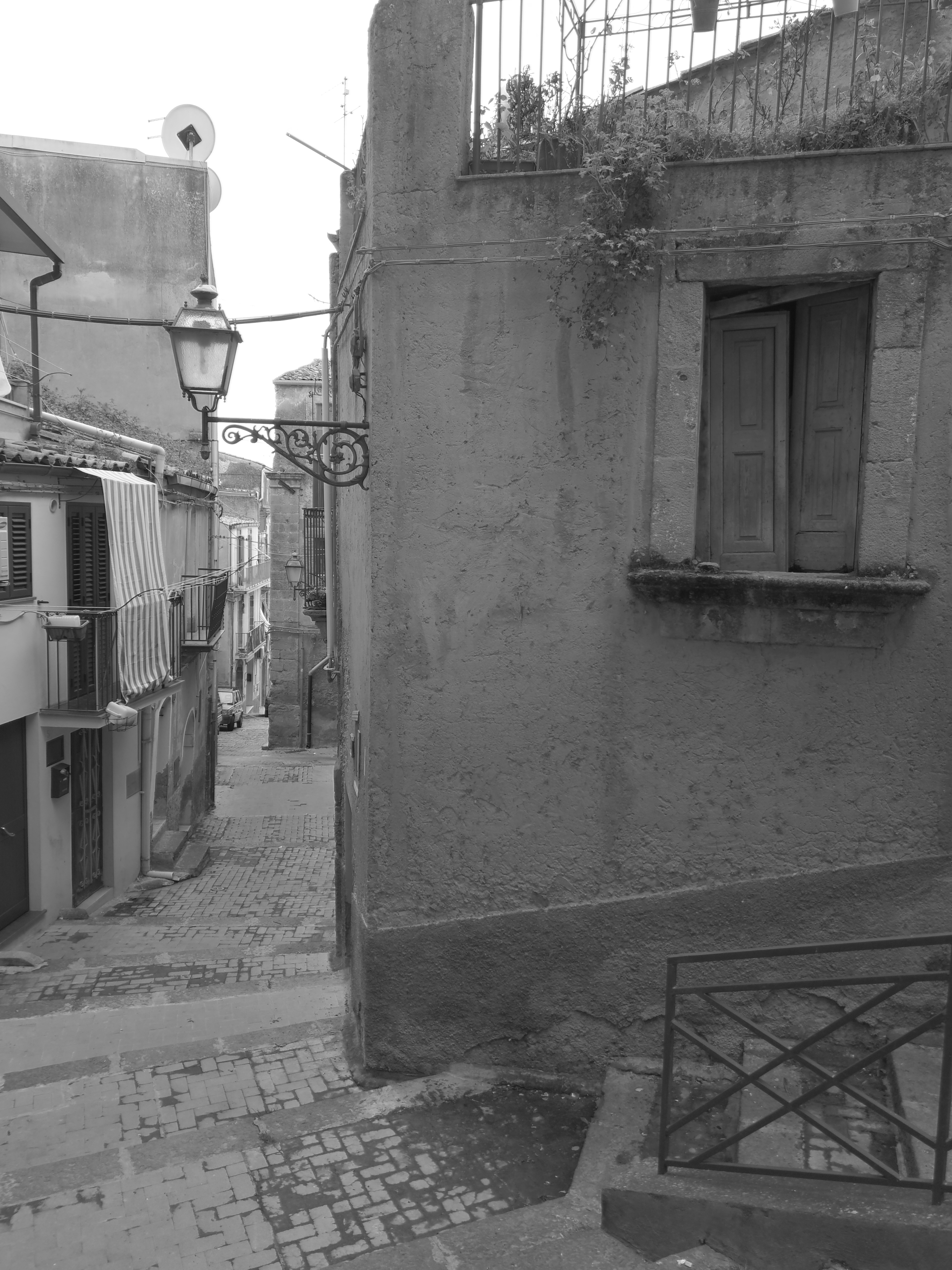
Ingresso della Giudecca di Caltagirone

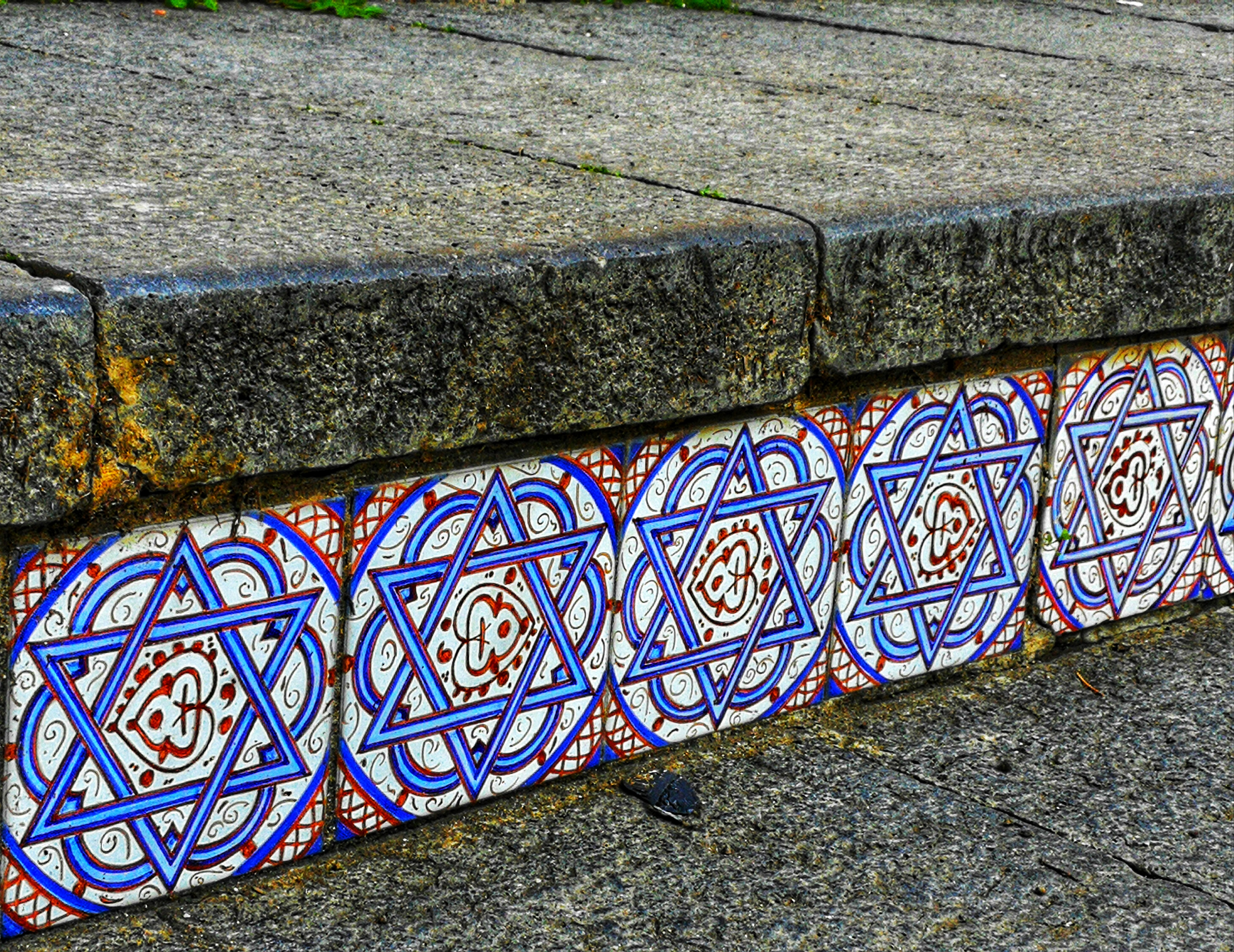
Piastrelle in Ceramica di Caltagirone raffiguranti la Stella di David. Caltagirone, Italia

Tali comunità, nel tardo Medioevo, godevano di una propria autonomia politica, amministrativa, giudiziaria e patrimoniale; provvedevano all'imposizione e alla riscossione delle imposte, e svolgevano servizi fondamentali (come la scuola, il notariato, l'ospedale, il cimitero, il macello e l'assistenza ai più bisognosi). Ogni "Judaica" aveva un organo deliberativo rappresentato dal consiglio regionale, che a sua volta eleggeva i proti (che formavano l'organo esecutivo) e il comitato delle imposte (che ripartiva tra le famiglie l'onere dei donativi da versare all'erario).
Nel 1310 il re di Sicilia Federico II di Aragona adottò una politica restrittiva nei confronti della numerosa comunità ebraica siciliana, costretta a contrassegnare le loro vesti e le loro botteghe con la "rotella rossa".

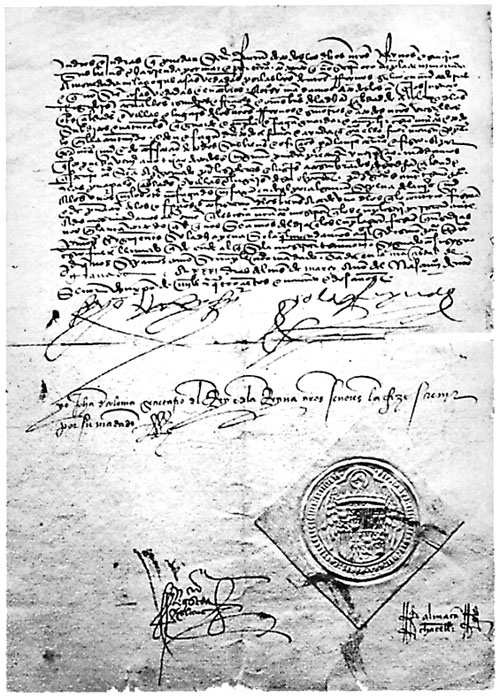
Decreto di Alhambra di espulsione degli ebrei dai regni spagnoli.

Isabella la Cattolica divenuta moglie di Ferdinando II d'Aragona sull'onda della reconquista convinse il marito a espellere gli ebrei. L'espulsione dai regni spagnoli fu, così, decretata nel 1492 con il decreto di Alhambra. Unica via d'uscita era la conversione al cattolicesimo.
Solo in Sicilia si contavano oltre 90 "giudecche" con circa 37 mila ebrei, di cui a Palermo e a Siracusa comunità di circa 5 mila ciascuna.
Il re Ferdinando, divenuto anche re di Napoli nel 1504, il 23 novembre 1510 emise un ulteriore atto di espulsione degli ebrei da tutta l'Italia meridionale, però evitabile con il pagamento di 300 ducati. Solo nel 1542 il viceré Pedro di Toledo emise il definitivo decreto di espulsione per gli ebrei dal regno di Napoli. Le ultime comunità che già dalla grande diaspora del II secolo si erano insediate fra Brindisi e Roma sparirono dalle realtà urbane in cui avevano trovato accoglienza.
Fu papa Paolo IV con la bolla Cum nimis absurdum del 1555 che forzò gli ebrei a vivere in un'area specifica, prevedendo una serie di restrizioni particolari, il ghetto, e papa Pio V raccomandò che tutti gli stati confinanti istituissero dei ghetti, che sarebbero poi stati in vigore per secoli.

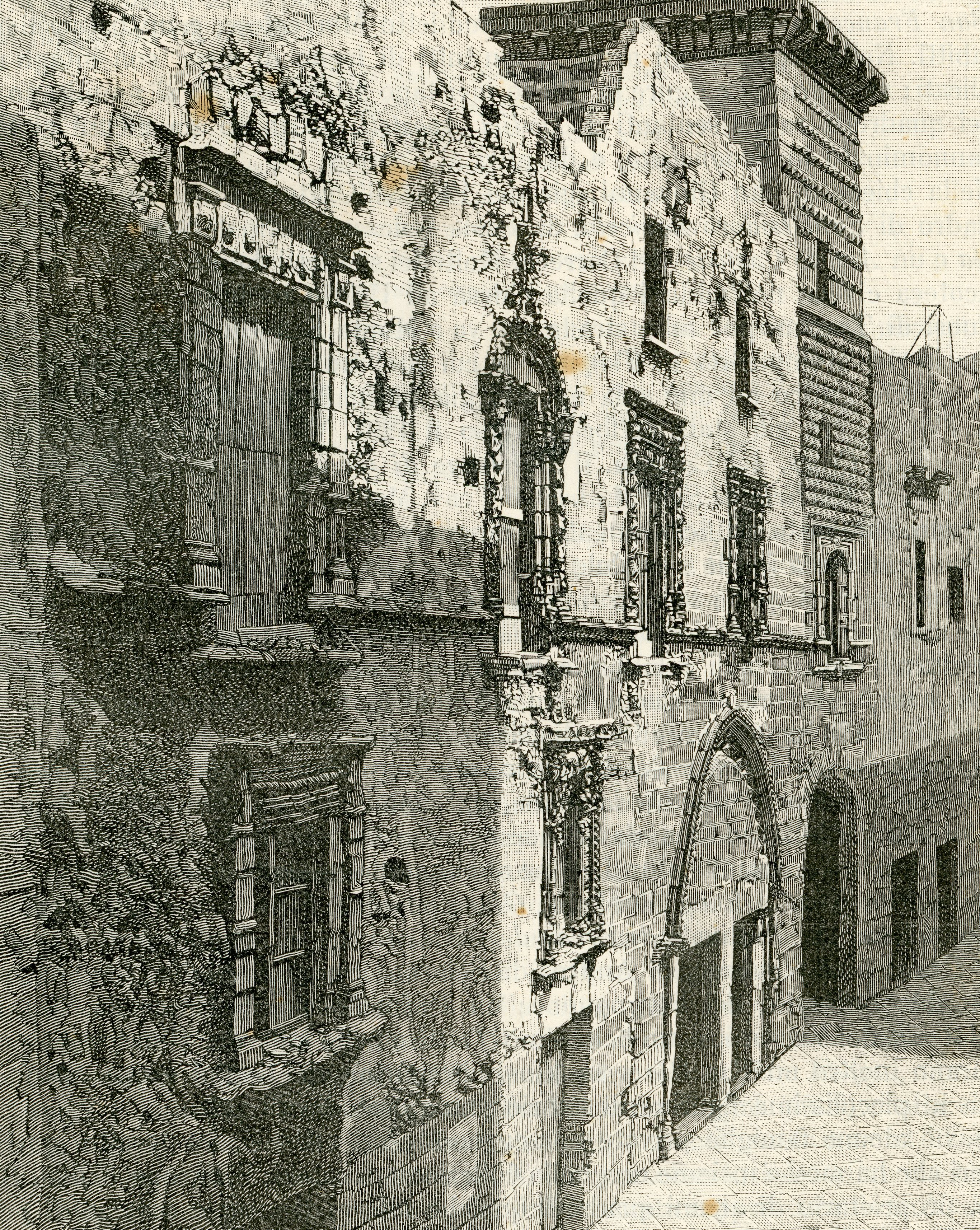
Via della Giudecca, nell'omonimo quartiere a Trapani, xilografia del 1892

## Le "giudecche"
- Giudecca di Alessano
- Giudecca di Altamura meglio noto come Claustro Giudecca
- Giudecca di Benevento
- Giudecca di Bisignano
- Giudecca di Bivona
- Giudecca di Civita di Bojano
- Giudecca di Caltagirone
- Giudecca di Caltanissetta
- Giudecca di Camerino
- Giudecca di Catania
- Giudecca di Castroreale
- Giudecca di Crotone
- Giudecca di Fondi
- Giudecca di Gallipoli
- Giudecca di Grotteria
- Giudecca di Lecce
- Giudecca di Martina Franca
- Giudecca di Messina
- Giudecca di Mineo
- Giudecca di Napoli
- Giudecca di Nicotera
- Giudecca di Oria
- Giudecca di Ortelle
- Giudecca di Palermo
- Giudecca di Paternò
- Giudecca di Piazza Armerina
- Giudecca di Randazzo
- Giudecca di Reggio Calabria
- Giudecca di Salemi
- Giudecca di Santa Lucia del Mela
- Giudecca di Savoca
- Giudecca di Siracusa
- Giudecca di Seclì
- Giudecca di Soleto
- Giudec a di Sternatia
- Giudecca di Taormina
- Giudecca di Trani
- Giudecca di Trapani
- Giudecca di Venezia